# Болдовский район
Болдовский район — упразднённая административно-территориальная единица в составе Мордовской АССР, существовавшая в 1944—1959 годах.
Административный центр — село Болдово.

## История
Болдовский район был образован указом Президиума Верховного Совета РСФСР 11 февраля 1944 года.
В состав района вошли следующие территории:
- из Кадошкинского района Липлейский, Новлейский, Усыскинский, Янловищенский с/с, а также селения Валда Ян и Дивеевка;
- из Рузаевского района Болдовский, Булгаковский, Инсаро-Акшинский, Кулишейский, Нижнеурледимский, Новомуравьёвский, Новоусадский, Палаевский и Яковщинский с/с, а также селение Пушкинские Выселки.

14 марта 1959 года Болдовский район был упразднён, а его территория разделена между Инсарским, Кадошкинским и Рузаевским районами.